# Elliott Smith (альбом)

"Elliott Smith" - другий студійний альбом американського виконавця  Елліотта Сміта. Альбом записувався з кінця 1994 до початку 1995 й був випущений 21 липня 1995. Випуском альбому зайнявся лейбл Kill Rock Stars, з яким Сміт співпрацював вперше. На початку січня було представлено сингл «Needle in the Hay».

## Виникнення
Сміт вразив американську інді-співачку Мері Лу Лорд й вона покликала його з собою в тур та допомогла з підготовкою до виступу перед Kill Rock Stars.

## Зміст
Альбом своїм стилем нагадує Roman Candle зокрема своїм мінімалізмом та акустичним фольком. Сміт найчастіше виконує пісні на власній акустичній гітарі, хоча періодично чутно й інші музичні інструменти, такі як барабани та гармоніка. Rolling Stone описував альбом так: «його звучання — це смиренний поп, уповільнений і розлючений, з хитрою, але непоказною гітарною роботою, що веде мелодію вперед».
У рядках альбому багато посилань на вживання наркотиків, яке — як казав сам Сміт — є метафоричним. Обкладинкою альбому є знімок фотографа Джей Джея Гонсона, який також був автором обкладинки до першого альбому Сміта «Roman Candle». На ній зображено фігури людей, що стрибають з будівель, наче вчиняючи самогубство.
Як казав Сміт, згідно з тематикою альбом що носить його ім'я: "не може виглядати ще більш похмурішим".

## Реліз
«Needle in the Hay», єдиний сингл альбому був випущений раніше у січні 1995 року.
Сам ж альбом «Elliott Smith» випустив лейбл Kill Rock Stars 21 липня 1995, таким чином він став першим повноцінним альбомом Сміта випущеним компанією, а не власними силами. Різниця у просуванні «Elliott Smith» із Roman Candle,  полягає у набагато більшій кількості постерів із зображенням Сміта на вікнах магазинів з музичними платівками по всьому Північному Заході  Портленду, штат Орегон, де Сміт тоді жив.

## Сприйняття
На момент випуску небагато критиків звернули увагу на альбом, та згодом ретроспективно критики добре оцінили Elliott Smith. Стів Хью із AllMusic писав: 
```
"Elliott Smith" contains the blueprint for his later successes, and more importantly, it's a fully-realized work itself."
[
2
]
 - 
"Elliott Smith" наповнений кресленнями його пізнішого успіху, і що більш важливо - це повноцінна праця.
```

Trouser Press описує його як: 
```
«Bleak, almost uncomfortably unsparing and yet tragically beautiful» - 
Похмурий, майже до незручності непорівнянний, та все ж трагічно прекрасний
```

А також, що:
```
«The songs, melodies, arrangements and production are all stronger and more fully realized than those on 
Roman Candle
».
[
10
]
 - 
пісні, мелодії, аранжування та продукування набагато сильніше та повніші за ті що були у "Roman Candle
.
```

## Спадщина
Pitchfork оцінила «Needle in the Hay» як найкращу пісню №27 у топ-200 найкращих пісень 1990-х. Група Queens of the Stone Age випустили кавер на пісню «Christian Brothers», їх соліст Джош Хом підкреслює як сильно йому подобається ця пісня.
Журнал Rolling Stone описали Сміта як: "люто талановитого", а його музику як: "найгарніші з написаних коли-небудь пісень про розрив душі […] жахливо гіпнотичні та невблаганно сумні".

## Трек-лист
Автор музики і слів Elliott Smith. 
| #   | Назва                           | Тривалість |
| --- | ------------------------------- | ---------- |
| 1.  | «Needle in the Hay»             | 4:16       |
| 2.  | «Christian Brothers»            | 4:30       |
| 3.  | «Clementine»                    | 2:46       |
| 4.  | «Southern Belle»                | 3:06       |
| 5.  | «Single File»                   | 2:26       |
| 6.  | «Coming Up Roses»               | 3:10       |
| 7.  | «Satellite»                     | 2:25       |
| 8.  | «Alphabet Town»                 | 4:11       |
| 9.  | «St. Ides Heaven»               | 3:00       |
| 10. | «Good to Go»                    | 2:24       |
| 11. | «The White Lady Loves You More» | 2:24       |
| 12. | «The Biggest Lie»               | 2:39       |

## Персоналії
- Елліотт Сміт;— вокал, акустична гітара, барабани (2, 6, 9), електрона гітара (6, 7, 10), бубен (3), орган (6), гармоніка (8), віолончель (11);
- Ніл Густ — електро гітара («Single File»), дизайн і фотографія;
- Ребекка Гейтс — бек-вокал («St. Ides Heaven»);
- Тоні Леш — допомога з міксуванням;
- Джей Джей Гонсон — обкладинка альбому.